# Медичний поїзд Укрзалізниці
Медичний поїзд Укрзалізниці (медичні вагони) — збірна назва пасажирських вагонів Укрзалізниці, спеціально переобладнаних для потреб медичної евакуації та перевезення осіб, що потребують особливих умов транспортування. 
Медичні поїзди були переобладнані в умовах повномасштабного російського вторгнення в Україну (з 2022) і немають аналогів у світі. Наразі Укрзалізниця виготовила для потреб Медичних сил Збройних сил України вже 66 вагонів. 

### Перші вагони
Перший медичний вагон було створено на початку березня 2022 року. За твердженням очільника Укрзалізниці Євгена Лященка, не існувало жодних креслень та технічної документації. Перший вагон для потреб медичної евакуації був виготовлений за рекордні 4 дні. 26 березня 2022 року перші медичні вагони вирушили в перший евакуаційний рейс. 
Поступово вагонобудівники Укрзалізниці за підтримки партнерів, волонтерів та меценатів з України поставили виготовлення медичних вагонів майже на конвеєр. На березень 2024 року було виготовлено 62 вагони, наприкінці квітня 2024 року їх кількість зросла ще на 4 одиниці, 2 вагони додали у травні 2024 року. 
З’явилася також певна спеціалізація вагонів, що в комплексі дає право говорити по своєрідний пересувний медичний шпиталь. 
Про функціонування медичного поїзда та виконувані ним місії час від часу з'являється інформація на неофіційних каналах, у соціальних мережах, але вперше Укрзалізниця показала вагони, які з пасажирських переобладнані в медичні, 14 березня 2024 року. 

### Оснащення вагонів
Вагони оснащуються відповідно до різних медичних потреб, там від 5 до 10 ліжок. До прикладу, вагони-реанімації мають кисневі станції, апарати штучної вентиляції легень, переливання крові, кардіомонітори, аспіратори. Усі вагони повністю автономні, їх живлення за необхідності можуть забезпечувати генератори. На розміщення пораненого у медичному вагоні йде не більше 20 хвилин, а реанімаційна та екстрена хірургічна допомога може надаватися прямо під час руху поїзда. На борту медичного поїзда окрім медиків працюють також залізничники. Вони забезпечують стале функціонування систем і вузлів вагона, генераторів, підйомників тощо.

### Результати функціонування
Евакуація цивільних та перевезення поранених воїнів у спеціально обладнаних медичних вагонах показали свою ефективність. Насамперед, це швидкість, відносний комфорт поранених під час транспортування. Дані про кількість перевезених поранених військовослужбовців медичними поїздами не розголошується, натомість медичними вагонами залізничники перевезли майже 4500 поранених цивільних та цивільних з важкими захворюваннями, які потребували спеціальних умов перевезення.